# تامی کینن
تامی کینِن (انگلیسی: Tommy Keenan; ۱۹ مهٔ ۱۹۲۳ – ۷ آوریل ۱۹۸۱) بازیکن بسکتبال اهل جمهوری ایرلند بود. وی در بازی‌های المپیک تابستانی ۱۹۴۸ شرکت کرده‌است.